# Münchhausen en Afrique
Pour plus de détails, voir Fiche technique et Distribution.
Münchhausen en Afrique (Münchhausen in Afrika) est un film allemand réalisé par Werner Jacobs, sorti en 1958.

## Synopsis
Peter von Münchhausen est professeur de musique dans une école privée pour filles. Comme son célèbre ancêtre, le légendaire baron, il a l'imagination florissante, mais pas son caractère fougueux. Après une performance musicale folle pendant le cours de géographie, Peter est renvoyé sans préavis par la directrice de l'école.
Peter se présente avec ses compositions à une chaîne de télévision et, en raison d'une confusion, passe en direct dans un programme télévisé dans lequel il est présenté comme un expert de la musique africaine. Avec beaucoup de talent musical, Peter est capable de se libérer de cette situation dangereuse et de quitter le studio de télévision à la hâte.
Cependant, son apparition à la télévision lui vaut une collaboration avec l'auteure à succès Karla Mai. Peter doit l'accompagner, avec son fils Karlchen à qui il donne des cours particuliers et de sa secrétaire Josefine, en tant que guide touristique pour l'Afrique. Josefine se passionne pour le musicien plutôt timide depuis qu'il l'a vue pour la première fois. À son arrivée à Nairobi, le quatuor rencontre deux prétendus chasseurs de gros gibier qui offrent leur aide. Ils sont en réalité Revolver-Bill et Knacker-Jan, deux voyous recherchés.
Avec Josefine, Karla et Karlchen Mai, Peter entame une série d'aventures dramatiques, dans lesquelles il ne s'occupe pas seulement des animaux sauvages, mais doit également faire office de guérisseur pour soigner la fille d’un chef tribal. Enfin, Peter réussit, avec Karlchen, à arrêter les deux escrocs Bill et Jan et à les remettre aux autorités. À la fin de son safari en Afrique, Peter peut non seulement recueillir la récompense pour avoir capturé les deux escrocs, mais également célébrer son bonheur avec Josefine, dont il a conquis le cœur.

## Fiche technique
- Titre français : Münchhausen en Afrique[1]
- Titre original : Münchhausen in Afrika
- Réalisation : Werner Jacobs assisté de Wolfgang Bellenbaum
- Scénario : Johannes Hendrich, Max Nosseck (sous le même pseudonyme de Henry Ossdrich), Hans Rameau
- Musique : Heinz Gietz
- Direction artistique : Emil Hasler, Paul Markwitz, Helmut Nentwig
- Costumes : Anneliese Ludwig
- Photographie : Tony Braun, Karl Löb
- Son : Werner Maas, Erwin Schänzle
- Montage : Jutta Hering, Walter Wischniewsky
- Production : Artur Brauner
- Société de production : CCC-Film
- Société de distribution : Prisma-Filmverleih
- Pays d'origine :  Allemagne de l'Ouest
- Langue : allemand
- Format : Couleur - 1,66:1 - Mono - 35 mm
- Genre : Comédie
- Durée : 88 minutes
- Dates de sortie :
  - Allemagne de l'Ouest : 17 juillet 1958.
  - Danemark : 13 avril 1959.
  - France : 24 décembre 1964[1].

## Distribution
- Peter Alexander : Peter von Münchhausen
- Anita Gutwell (de) : Josefine
- Roland Kaiser : Karlchen Mai
- Johanna König : Karla Mai
- Gunther Philipp : Revolver-Bill
- Franz Muxeneder : Knacker-Jan
- Ursula Herking : la directrice de l'école
- Erich Fiedler (de) : l'animateur de télévision
- Hugo Lindinger (de) : M. Leiser
- Benno Hoffmann : Le garde forestier
- Bruno W. Pantel : le représentant en édition
- Arno Paulsen : Le médecin tropical
- Erna Sellmer (de) : Emilie